# مشعل مبارك
مشعل مبارك، لاعب كرة قدم قطري .
كانت بداياته مع نادي قطر ولعب بعدها لأندية الوكرة الريان والغرافة و انتقل إلى الأهلي في عام 2015 و اعتزل في عام 2018 .
كانت له تجربة احترافية خارجية مع نادي فينورد الهولندي في عام 2003 .
لعب مع المنتخب القطري في كاس آسيا عام 2000 و عام 2007 .

## مسيرته الكروية
لعب مشعل مبارك خلال مسيرته الاحترافية مع 5 أندية في واحد وعشرون موسمًا وسجل خلالها 11 هدفًا ضمن 311 مباراة. حيث فاز في ثلاثة مواسم بالكأس وفي موسم واحد بالدوري.
خاض مشعل مبارك مسيرته مع نادي قطر في موسم 1998–99 ليلعب معه أحد عشر موسمًا، مشاركًا في 164 مباراة سجل خلالها 8 أهداف. ثم انتقل إلى نادي الريان في موسم 2009–10 واستمر معه طيلة ثلاثة مواسم، حيث شارك في 50 مباراة ولم يسجل أي هدف. لينتقل بعدها إلى نادي الغرافة في موسم 2012–13 واستمر معه طيلة ثلاثة مواسم، مشاركًا في 48 مباراة ولم يسجل أي هدف أيضًا. ثم انتقل إلى النادي الأهلي في موسم 2015–16 واستمر معه طيلة ثلاثة مواسم، مشاركًا في 49 مباراة سجل خلالها 3 أهداف.

## روابط خارجية
- مشعل مبارك على موقع الاتحاد الدولي (مؤرشف)  (الإنجليزية)
- مشعل مبارك على موقع قاعدة بيانات كرة القدم.إي يو (الإنجليزية)
- مشعل مبارك على موقع ناشيونال فوتبول تيمز (الإنجليزية)
- مشعل مبارك على موقع عالم كرة القدم.نت (الإنجليزية)